# نيكوشور دان
نيكوشور دانيال دان (وُلد في 20 ديسمبر 1969) سياسي روماني، وعالم رياضيات، وناشط مدني، وهو الرئيس المنتخب لرومانيا. شغل منصب عمدة بوخارست بين عامي 2020 و2025.
وُلد دان في فاغاراش، مقاطعة براشوف، ونال شهرة عالمية في شبابه كعالم رياضيات، حيث حاز على الميداليات الذهبية في الأولمبياد الدولي للرياضيات لعامي 1987 و1988. بدأ دراسة الرياضيات في جامعة بوخارست، ثم انتقل إلى فرنسا، حيث حصل على درجة الماجستير من المدرسة العليا للأساتذة ودرجة الدكتوراه من جامعة باريس 13. بعد عودته إلى رومانيا، أسس دان مؤسسة "سكوالا نورمالا سوبيريور" في بوخارست، وهي مؤسسة تهدف إلى توجيه الطلاب الرومانيين الموهوبين نحو البحث العلمي، وأصبح ناشطًا مدنيًا.
في عام 2015، أطلق دان اتحاد إنقاذ بوخارست، داعيًا إلى مكافحة الفساد والحفاظ على التراث، مما دفعه إلى دخول المعترك السياسي. بعد عام واحد، شارك في تأسيس اتحاد إنقاذ رومانيا (USR)، لكنه استقال من الحزب في عام 2017 بسبب تحوله التقدمي، مفضلًا نهجًا أكثر وسطية. خدم دان في مجلس النواب منذ عام 2016، قبل أن يُنتخب أول عمدة مستقل لبوخارست في عام 2020. ويفوز بإعادة انتخابه في عام 2024. يركز دان على البنية التحتية العامة والشفافية، على الرغم من الانتقادات الموجهة إليه بسبب تأخير البناء.
ترشح دان مستقلاً للانتخابات الرئاسية الرومانية لعام 2025، وحصل على 21% من الأصوات في الجولة الأولى. واجه جورج سيميون، مؤسس التحَالف من أجل اتحاد الرومانيين (AUR)، في جولة الإعادة، وهزمه بعد حصوله على نسبة 53.6% من الأصوات. تناقضت أجندة دان المتشددة المؤيدة للغرب مع موقف خصمه القومي والمتشكك في الاتحاد الأوروبي.

## الحياة المبكرة والتعليم
ولد في فاغاراس بمقاطعة براشوف، وتلقى تعليمه في مدرسة رادو نيجرو الثانوية في مدينته الأم، وتخرج منها عام 1988. حصل على المركز الأول في الأولمبياد الدولي للرياضيات في عامي 1987 و1988 بدرجات كاملة. انتقل دان إلى بوخارست في سن 18 عامًا وبدأ دراسة الرياضيات في جامعة بوخارست.
في عام ١٩٩٢، انتقل إلى فرنسا لمواصلة دراسة الرياضيات: التحق بالمدرسة العليا للأساتذة، إحدى أعرق المدارس الفرنسية الكبرى، حيث حصل على درجة الماجستير. في عام ،998 أكمل دان درجة الدكتوراه في الرياضيات من جامعة باريس 13 بأطروحة "Courants de Green et prolongement méromorphe" التي كتبها تحت إشراف كريستوف سولي ودانيال بارسكي عاد إلى بوخارست في ذلك العام، مبررًا ذلك بالاختلافات الثقافية والرغبة في تغيير رومانيا.
كان دان أحد مؤسسي وأول مدير إداري لجامعة Școala Normală Superioară București [ ro ] ، وهي جامعة أُنشئت على غرار المدرسة العليا الفرنسية للأستاذة École Normale Supérieure داخل معهد الرياضيات التابع للأكاديمية الرومانية. اعتبارًا من عام 2011 ، كان أستاذًا للرياضيات في المعهد.